# Universidade de Ciência e Tecnologia de Macau
A Universidade de Ciência e Tecnologia de Macau (MUST) (chinês tradicional: 澳門科技大學, chinês simplificado: 澳门科技大学) é uma universidade localizada na Região Administrativa de Macau, na Cotai Strip. É uma instituição privada, gerida pela Fundação MUST e a primeira faculdade criada após a devolução de Macau à República Popular da China.

## Faculdades
Uma lista de faculdades da Universidade de Macau:
- Faculdade de Tecnologia da Informação
- Faculdade de Direito
- Faculdade de Medicina Chinesa - a primeira entre Hong Kong e Macau
- Faculdade de Gestão e Administração
- Escola de Pós-Graduação e Estudos Gerais Pré-Universitários
- Escola de Estudos Continuados
- Faculdade de Turismo Internacional